# Gnophomyia filiformis
Gnophomyia filiformis är en tvåvingeart som beskrevs av Alexander 1930. Gnophomyia filiformis ingår i släktet Gnophomyia och familjen småharkrankar. Inga underarter finns listade i Catalogue of Life.